# Haramaanjärvi
Haramaanjärvi är en sjö i kommunen Itis i landskapet Kymmenedalen i Finland. Sjön ligger 76,2 meter över havet. Den är 5,7 meter djup. Arean är 66 hektar och strandlinjen är 5,07 kilometer lång. Sjön  ingår i Kymmene älvs huvudavrinningsområde.   Den ligger omkring 68 km nordväst om Kotka och omkring 110 km nordöst om Helsingfors. 
Väster om Haramaanjärvi ligger Selkojärvi. 